# HD30453
HD30453 — хімічно пекулярна зоря спектрального класу A6, що має видиму зоряну величину в смузі V приблизно  5,9.
Вона  розташована на відстані близько 335,9 світлових років від Сонця.

## Фізичні характеристики
Зоря HD30453 обертається 
порівняно повільно 
навколо своєї осі. Проєкція її екваторіальної швидкості на промінь зору становить  Vsin(i)= 23км/сек.